# Ignaz Pleyel
Ignaz Josef Pleyel (Ruppersthal, 18 de juny de 1757 - París, 14 de novembre de 1831) va ser un compositor austríac del període clàssic. Va destacar també com a editor musical i constructor de pianos.

## Vida
Va nàixer a Ruppersthal, en la baixa Àustria, fill d'un mestre d'escola anomenat Martin Pleyl. Encara jove va estudiar probablement amb Johann Baptist Vanhal, i des de l'any 1772 va esdevenir pupil de Franz Joseph Haydn a Eisenstadt. Com en el cas de Beethoven, nascut 13 anys després, Pleyel va gaudir del mecenatge de l'aristocràcia en els seus estudis, concretament del comte Ladislaus Erdődy (1746-1786). Evidentment va mantenir una relació estreta amb Haydn, qui el considerava un excel·lent deixeble.
Entre les obres de l'època d'estudiant de Pleyel cal destacar l'òpera per a titelles Die Fee Urgele, (1776) interpretada pel teatre de titelles del palau d'Eszterházy i a Viena. També, aparentment, Pleyel va compondre almenys una part de l'obertura per a l'òpera de Haydn Das abgebrannte Haus, també en la mateixa època.
La primera responsabilitat professional de Pleyel va ser el lloc de Kapellmeister del comte Erdődy, encara que hi ha dubtes sobre aquest extrem. Entre les primeres obres que va publicar es troba un conjunt de sis quartets de corda, el seu Opus 1.
A principis de la dècada de 1780, va visitar Itàlia, on va compondre l'òpera Ifigenia in Aulide i altres obres sota comanda del rei de Nàpols.
Pleyel es va traslladar a Estrasburg l'any 1783, on va adoptar la versió francesa del seu nom: "Ignace". Hi va ser primer Kapellmeister assistent de la catedral d'Estrasburg, sota Franz Xaver Richter, i després Kapellmeister titular l'any 1789, a la mort d'en Richter. L'any 1788 Pleyel es va casar amb Francoise-Gabrielle Lefebvre, filla d'un teixidor d'estores d'Estrasburg. La parella va tenir quatre fills, sent el major Camille, de qui es parla més avant.
L'any 1791, la Revolució Francesa va abolir les interpretacions musicals a les esglésies, així com els concerts públics. Cercant una alternativa professional, Pleyel va viatjar a Londres, on va dirigir concerts organitzats per Wilhelm Cramer. En aquesta ocupació Pleyel involuntàriament va fer la competència al seu mestre Haydn, que alhora dirigia concerts organitzats per Johann Peter Salomon. Malgrat la competència professional, ambdós músics van mantenir una excel·lent relació personal.
Com en el cas de Haydn, Pleyel va fer fortuna a Londres. Al seu retorn a Estrasburg va adquirir una gran mansió, el Castell d'Itenwiller, prop de St. Pierre.
Amb "El Terror" de 1793, la vida va tornar-se perillosa a França. D'acord amb diverses fonts, la lleialtat de Pleyel vers el seu país d'acollida va ser posada en dubte, i per evitar un destí fatal va dedicar-se a compondre obres de caràcter patriòtic.

### Pleyel com a empresari
Pleyel va traslladar-se a París l'any 1795. El 1797 hi va iniciar un negoci d'edició musical ("Maison Pleyel"), editant entre altres la integral de quartets de corda de Haydn (1801), així com les primeres partitures miniatura per a estudi (la Bibliothèque Musicale). Aquest negoci va durar 39 anys, publicant al voltant de 4.000 obres, incloent-hi obres de Boccherini, Beethoven, Clementi i Dussek.
Pleyel va visitar Viena el 1805 de viatge de negocis, i es trobà amb el seu vell mestre Haydn i sentí Beethoven interpretar.
L'any 1807, Pleyel va esdevenir fabricant de pianos.
Es va retirar l'any 1824, recloent-se al camp, a 50 km de París. Va morir l'any 1831, aparentment assabentat que el seu estil musical havia estat completament desplaçat pel nou corrent romàntic. Va ser soterrat al cementiri del Père-Lachaise de París.

## Obres
Pleyel és un exemple del fenomen dels compositors, com ara Cherubini, Meyerbeer, i Thalberg, àmpliament reconeguts en la seua època però a hores d'ara quasi oblidats. D'acord amb això, durant el breu període entre el "regnat" de Joseph Haydn i l'ascensió a la fama de Beethoven, Pleyel potser va ser el compositor més cèlebre d'Europa. La seua fama va atènyer fins i tot les regions remotes d'Amèrica. Va haver-hi una Societat Pleyel a l'illa de Nantucket, en la costa de Massachusetts.
Com el seu mestre Haydn, Pleyel va ser prolífic, component 41 simfonies, 70 quartets de corda, diversos quintets de corda i òperes. Moltes d'aquestes obres daten del seu període a Estrasburg, havent descendit la seua producció a partir del moment en què va iniciar la seua carrera empresarial.
Recents estudis han suggerit que el tema utilitzat en les Variacions sobre un tema de Haydn, de Johannes Brahms, opus 56a, pertany a una obra de Pleyel, i no de Haydn.
Avui dia Pleyel continua sent conegut per les seues obres didàctiques: generacions de d'estudiants principiants de violí i flauta aprenen interpretant els nombrosos duets que Pleyel va compondre per a aquests instruments.

## Pianos Pleyel
L'empresa Pleyel et Cie va ser fundada per Ignaz Pleyel i continuada pel seu fill Camille (1788-1855), un virtuós del piano que esdevingué soci del negoci de son pare l'any 1815. L'empresa va proveir els pianos utilitzats per Frédéric Chopin, i fins i tot va construir una sala de concerts, la Salle Pleyel, en la que Chopin va donar els seus primers — i també l'últim — concerts a París. A les darreries del segle xix, la casa Pleyel va llançar al mercat la primera arpa cromàtica. A principis del segle xx, amb la insistència de Wanda Landowska, va ajudar al reviscolament del clavecí. La casa Pleyel continua fabricant pianos avui dia.